# 奧諾普里伊夫卡
49°1′16″N 30°40′25″E / 49.02111°N 30.67361°E
奧諾普里伊夫卡（烏克蘭語：Онопріївка）是位於烏克蘭中部的村莊，由切爾卡瑟州裡茲韋尼霍羅德卡區的塔利內市鎮負責管轄。該村始建於1659年，面積4.52平方公里，海拔高度162米，2001年人口937，人口密度每平方公里207.3人。